# クリスティアーノ・ルパテッリ
クリスティアーノ・ルパテッリ（Cristiano Lupatelli, 1978年6月21日-）は、イタリア・ウンブリア州ペルージャ出身の元サッカー選手、現サッカー指導者。現役時代のポジションはゴールキーパー。

## 経歴

### ローマ
1999年にASローマへ加入して以来、セリエAの各チームを渡り歩いているが、そのキャリアのほとんどは第2・第3GKというバックアッパーの立場である。
ローマ時代の2000-01シーズンには正GKフランチェスコ・アントニオーリの控えとして8試合に出場し、中田英寿等とともにスクデット獲得を経験。翌2001-02シーズンから2年間にわたって在籍したACキエーヴォ・ヴェローナではレギュラーの座を掴み、2003年にローマ復帰。しかしイヴァン・ペリッツォーリ、ジャンルカ・クルチ、カルロ・ゾッティ等の控えに甘んじたため、2004年にACFフィオレンティーナへ移籍。

### フィオレンティーナ
そのフィオレンティーナでも1年目の2004-05シーズンこそ正GKとして起用されたが、2005-06シーズンはセバスティアン・フレイの加入もあって控えに降格。2005年7月1日にはパルマFCへ、2006年1月3日にはUSチッタ・ディ・パレルモへそれぞれレンタル移籍するが、パルマではルカ・ブッチの、パレルモではマッテオ・グアルダルベンやニコラ・サントーニのそれぞれ控えに留まった。

### カリアリ以降
2008年9月7日、カリアリ・カルチョへ完全移籍。しかし、同時に加入したフェデリコ・マルケッティの控えに留まり、出場した最終節のウディネーゼ・カルチョ戦では6失点を喫し惨敗した。翌年もマルケッティの控えを務めた。
2010年7月13日、ボローニャFCへ移籍。エミリアーノ・ヴィヴィアーノの控えを務めた。
2011年7月8日、ジェノアCFCへ移籍。フィオレンティーナから加入したフレイの控えを再び務めた。
2012年7月15日、5季ぶりにフィオレンティーナへ復帰した。同時期に加入したヴィヴィアーノの控えを2季振りに務める。

## 指導歴
2014-15シーズン限りで現役を引退し、ACFフィオレンティーナのプリマヴェーラにおいてGKコーチに就任。2017年7月29日、ユヴェントスFCに移り同職を務めることが発表された。2018-19シーズンより、同クラブのU-23部門に昇格した。

## 代表歴
- U-21イタリア代表の選出経験がある。

## 人物
- 2001-02シーズンから2年間に亘って在籍したACキエーヴォ・ヴェローナではGKながらも背番号10を着けていた。選手会の背番号オークションにおいて約9万円で競り落としたという。なお、2003-04シーズンのASローマ在籍時でも通常GKが使用することはない3番を背負っていた。
- もみあげと顎髭を蓄えたスキンヘッドの容貌として知られる。

## タイトル
ローマ
- セリエA : 2000-01